# Osbeorht di Northumbria
Osberht (... – York, 21 marzo 867) regnò sulla Northumbria nella metà del IX secolo.

## Biografia
Data la scarsità di fonti sulla storia northumbriana di questo periodo su di lui si sa molto poco. Osberht salì sul trono dopo l'assassinio di Æthelred figlio di Eanred. Ma la data della morte di Æthelred è incerta, anche se viene generalmente collocata nell'848, anche se D.P. Kirby la colloca nell'853. Tuttavia, Simeone di Durham afferma che "Ethelred figlio di Eanred regnò nove anni prima di essere ucciso e allora salì sul trono Osbryht, che regnò 13 anni" e afferma anche che l'854 fu il "quinto anno del regno di Osbert, successore di Ethelred, che fu messo a morte". Alla sua morte salì sul trono Ælla, che secondo alcune fonti sarebbe stato fratello di Osberht. La grande armata danese marciò in Northumbria nella tarda estate dell'866, conquistando York il 21 novembre 866. Questo evento viene raccontato più o meno allo stesso modo, solo con dettagli diversi, dalla cronaca anglosassone, Asser ed Æthelweard. Nella Historia Regum Anglorum Simeone data lo scontro dove sia Osberht che Ælla morirono per mano dei vichinghi il 21 marzo 867. I vichinghi posero Ecgberht sul trono norhtumbriano.
La Ragnarssona þáttr aggiunge dettagli leggendari alla conquista vichinga di York, come le figure del semi-leggendario re di Svezia e dei suoi figli Ragnarr Loðbrók, Hvítserkr, Björn Fianco di Ferro, Sigurðr ormr í auga, Ivar il Senza Ossa e Ubbe. Secondo questo racconto Ragnar fu ucciso da Ælla e l'esercito che prese la città nell'866 era guidato dai figli di Ragnar, che così vendicarono la morte del padre. Le prime fonti inglesi affermano che Ælla e Osberht morirono in battaglia. Nei racconti che narrano di questa vendetta, la figura dominante è Ivar, spesso associato col leader vichingo Ímar, fratello di Amlaíb Conung, che si trova negli annali irlandesi. Secondo la cronaca anglosassone, alcuni anni dopo Hingwar e Hubba martirizzarono re Edmondo dell'Anglia orientale. Hubba viene indicato come leader dell'esercito in Northumbria da Abbo di Fleury e dall'Historia de Sancto Cuthberto. Simeone di Durham elenca i leader dell'esercito vichingo: «Halfdene, Inguar, Hubba, Beicsecg, Guthrun, Oscytell, Amund, Sidroc e altri duchi dallo stesso nome, Osbern, Frana e Harold». Lo storico normanno Goffredo Gaimar e Goffredo del Galles affermano che l'inglese Bern o Buern portò i Danesi in Inghilterra. Secondo Gaimar Buern lo fece per vendicare lo stupro della moglie da parte di Osberht.